# Joseph Simmons
Joseph Simmons (även känd som Rev Run, DJ Run eller Reverend Run), född 14 november 1964 i Hollis, Queens, New York, är en amerikansk rappare som var en av tre medlemmar i hiphopgruppen Run DMC. Han är yngre bror till Def Jam Records-grundaren Russell Simmons.
Sedan 2005 har en realityserie om Simmons och hans familj sänts på TV-kanalen MTV.
Hans två döttrar har också även ett eget TV-program som visar på MTV.